# Litoria dahlii
Litoria dahlii és una espècie de granota de la família dels hílids endèmica del nord d'Austràlia.
Habita les sabanes seques, subtropicals i tropicals de terres baixes de pasturatges secs, llacs d'aigua dolça, llacs d'aigua dolça intermitents, pantans d'aigua dolça, i els pantans d'aigua dolça intermitents.
Entre els trets més singulars de la granota aquàtica de Dahl hi ha la seva capacitat de consumir ous, larves i petits gripaus de canya, invasors i verinosos, sense efectes adversos aparents pel que és, potser, l'única criatura d'Austràlia natal amb una immunitat natural al verí del gripau de canya. Encara que aquestes observacions van ser fetes en captivitat, els científics no troben cap raó per no creure que aquest comportament succeeix també en estat salvatge.